# Мартино (Нижегородская область)
Мартино — деревня в Вачском районе Нижегородской области. Входит в состав Казаковского сельсовета.

## История
В прошлом — деревня Казаковского прихода Муромского уезда Владимирской губернии.
В окладных книгах за 1676 год в сведениях о составе Казаковского прихода сказано, что в деревне Маротине 5 дворов крестьянских. В 1897 году в Маротине всего было 30 дворов.
В 1840-х годах Мартино входило в состав владений князя Сергея Григорьевича Голицына.

## Население
| 1859 | 1905 | 1926 | 1999 | 2002 | 2010 |
| ---- | ---- | ---- | ---- | ---- | ---- |
| 149  | ↗203 | ↗278 | ↘12  | →12  | ↘9   |